# Людина-павук 2099
Людина-павук 2099 (англ. Spider-Man 2099), справжнє ім'я — Міґель О'Гара (ісп. Miguel O'Hara) — супергерой з коміксів американського видавництва Marvel Comics, вигаданий Пітером Девідом та Ріком Леонарді у 1992 році, вперше з'явився у коміксі The Amazing Spider-Man #365. Він є блискучим ірландсько-мексиканським генетиком, який живе в Нуева-Йорку (перейменований Нью-Йорк) у 2099 році, який намагається відтворити здібності оригінальної Людини-павука в інших людях і згодом постраждає через нещасний випадок, який спричиняє перезапис половини його ДНК за допомогою генетичного коду павука.
Персонаж з’являвся в численних медіа-адаптаціях, дебютувавши в кіно в анімаційному фільмі «Людина-павук: Навколо всесвіту» (2018), де його озвучив Оскар Айзек у сцені після титрів фільму. Персонаж також з’являється в сиквелі фільму «Людина-павук: Крізь Всесвіт» (2023), де Айзек знову виконує цю роль.

## Біографія

Міґель О'Гара

Міґель О'Гара народився в Мексиці і з раннього дитинства проявляв неабиякі здібності до навчання. Міґель навчався у спеціалізованій школі Алхімакс для обдарованих підлітків (колишній штаб-квартирі Людей Ікс) у Вестчестері, яка належить мегакорпорації «Алхімакс». Після закінчення школи Міґель працює генетиком у «Алхімакс». Компанія намагалася створити нову версію Людини-павука. З допомогою Мігеля компанії вдалося створити апарат для зрощування генів, в основу якого увійшло павуче ДНК. В таємниці від Мігеля компанія провела дослід, але піддослідний загинув. Незабаром Міґель дізнався про це і вирішив звільнитися, але компанія не захотіла звільняти свого найкращого робітника і заразила кров Мігеля особливим наркотиком. Міґель намагався вилікуватися апаратом, змінивши ДНК павука на людське, але один з вчених змінив їх назад, але Міґель не загинув. Він отримав надзвичайні павучі здібності і став Людиною-павуком. Міґель все ж таки звільнився з компанії, і на нього почалося полювання.
Міґель створив костюм для боротьби зі злочинністю, але він відрізнявся від костюма, створеного Пітером Паркером. Костюм Мігеля, як і костюм Пітера, червоного та синього кольорів, але, на відміну від оригінального костюма, костюм Мігеля переважно синій, очні лінзи чорного кольору, а павучий символ на грудях нагадує череп. Під пахвами у нього павутиноподібні перетинки, завдяки яким він здатен деякий час знаходитися у повітрі. На рукавицях у нього є кігті та леза, завдяки чому його удари завдають більше шкоди.
Людина-павук 2099 бореться з майбутніми версіями ворогів Пітера Паркера, найнебезпечнішими з яких є Гобґоблін 2099, Стерв'ятник 2099 та Веном 2099, яким виявився зведений брат Мігеля, Крон Стоун.

## Поза коміксами

### У іграх
- Костюм Людини-павука 2099 доступний у грі «Spider-Man» 2000 року від Neversoft. Костюм стає доступний після того, як гравець збере всі журнали-комікси, які були сховані на кожному рівні.
- У грі «Spider-Man: Shattered Dimensions» Людина-павук — один з головних персонажів у грі. Він бореться з Гобґобліном 2099, Скорпіоном 2099 та Доктором Октопусом 2099. Міґель стане одним з двох головних героїв майбутньої гри «Spider-Man: Edge of Time». Його роль озвучують Ден Гілвезан («Shattered Dimensions»; мультсеріал «Людина-павук та його дивовижні друзі»} та Крістофер Деніел Барнс («Edge of Time»; мультсеріал «Людина-павук 1994»)

### Мультсеріали
- Міґель О'Гара вперше з'являється у серії «Павучі світи: Частина 1» третього сезону мультсеріалу «Людина-павук: Щоденник супергероя». Пізніше він стає членом команди Павутинних Воїнів і допомагає перемогти Зеленого Гобліна.

### Мультфільми
- Людина-павук 2099 з'являється у сцені після титрів мультфільму «Людина-павук: Навколо всесвіту». Його голографічна помічниця повідомляє, що пристрій для подорожей між всесвітами готовий і тому Міґель відправляється у всесвіт мультсеріалу 1967 року про Людину-павука. Персонажа озвучував Оскар Айзек.
- Міґель є одним з головних героїв другої частини мультфільму про Майлза Моралеса «Людина-павук: Крізь Всесвіт».